# Мыныканский уитотский язык
Мыныканский уитотский язык (Meneca, Minica, Minica Huitoto) — один из уитотских языков, на котором говорит индейский народ, который проживает на реках Какета (деревня Исла-де-лос-Монос) и Кагуан (около деревни Санвисенте-дель-Кагуан) и на реке Верхняя Игара-Парана в Колумбии.